# 번 피벤
번 피븐(Byrne Piven, 1929년 9월 24일 ~ 2002년 2월 18일)은 미국의 배우, 연극 배우, 텔레비전 배우이다.
스크랜턴에서 태어났으며 폐암으로 에번스턴에서 사망하였다.

## 영화
- 매디슨 (2001년)
- 샤도우 오브 더 블레어 윗치 (2000년)
- 잭 불 (1999년)
- 존 말코비치 되기 (1999년)
- 콘돔 전쟁 (1997년)
- 사랑 이야기 (1996년)
- 34번가의 기적 (1994년)
- 불타는 사랑 (1991년)
- 여자를 쫓는 남자 (1985년)